# 氧氣綠黨
氧氣綠黨（西班牙語：Partido Verde Oxigeno）是哥倫比亞一個成立於1998年的政黨。2002年，該黨的活躍會員、時為政黨的總統參選人英格麗德·貝當古被當地游擊隊擄走後，支持度開始下滑。2005年哥倫比亞政治改革，氧氣綠黨由於支持度過低而被摒棄出政治體制以外。

## 參看
- 绿党 (哥伦比亚)

## 外部連結
- 官方網站 (只有電郵系統) （页面存档备份，存于）
- 氧氣綠黨在全球綠色組織的介紹